# نجيب عماري
نجيب عماري (10 أبريل 1992 بمارسيليا في فرنسا - ) هو لاعب كرة قدم جزائري في مركز الوسط . شارك مع منتخب الجزائر تحت 17 سنة لكرة القدم. أما مع النوادي، فقد لعب مع أولمبيك مارسيليا وسي إف آر كلوج وليفسكي صوفيا ونادي روان ونادي سبيزيا ونادي ضمك وPSFC Chernomorets Burgas ‏ ولاتينا كالتشيو ونادي فيرتوس إينتيلا.

## وصلات خارجية
- نجيب عماري على موقع الاتحاد الدولي (مؤرشف)  (الإنجليزية)
- نجيب عماري على موقع قاعدة بيانات كرة القدم.إي يو (الإنجليزية)
- نجيب عماري على موقع Soccerway.com (الإنجليزية)
- نجيب عماري على موقع AS.com (الإسبانية)